# Adolf Hengeler

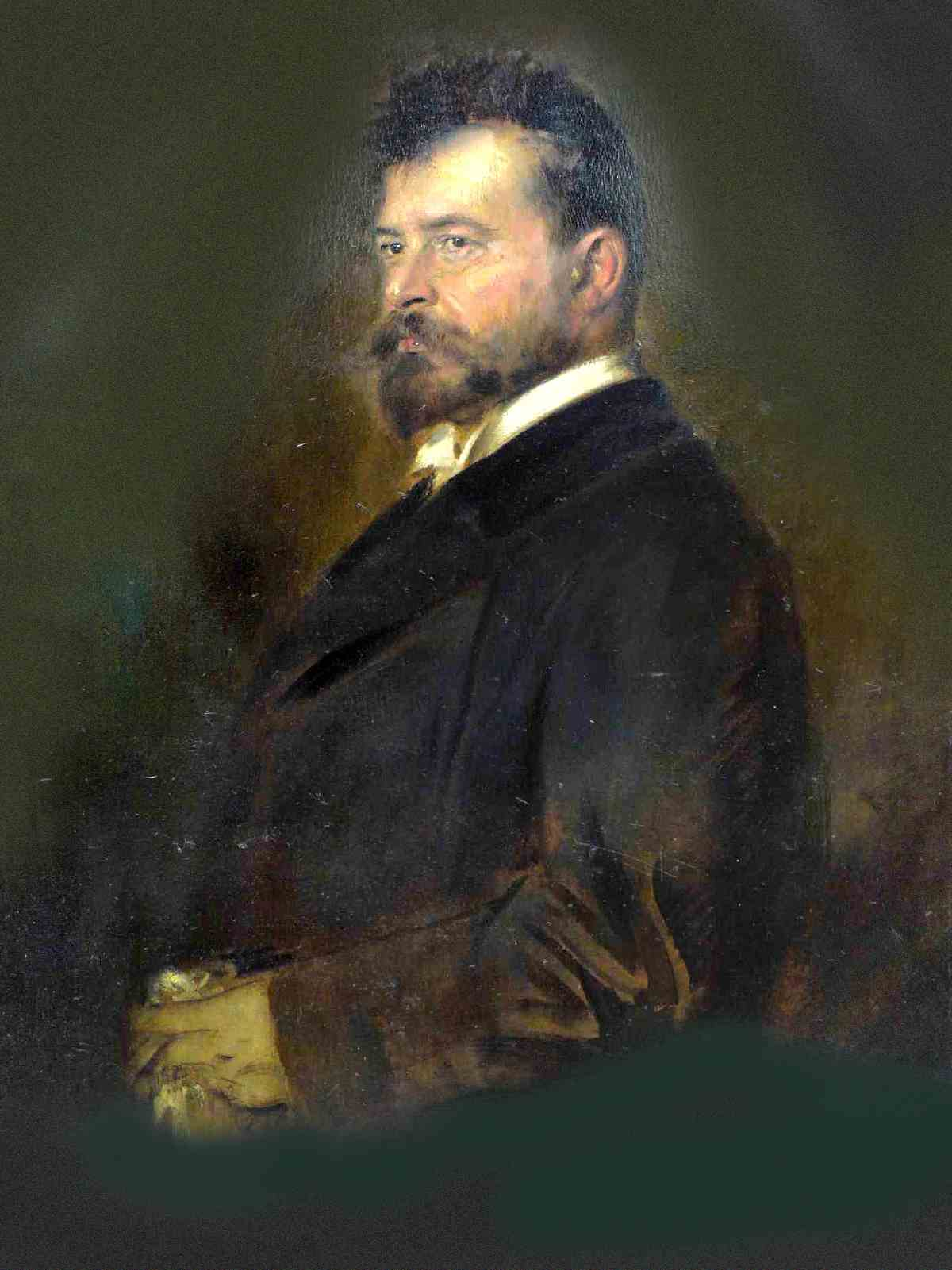
Porträt Adolf Hengeler von Franz von Lenbach (1836–1904), 1903, Öl auf Karton

Adolf Hengeler (* 11. Februar 1863 in Kempten (Allgäu); † 3. Dezember 1927 in München) war ein deutscher Kunstmaler.

## Leben

### Privates und Ausbildung

Porträt der Familie Hengeler, 1894

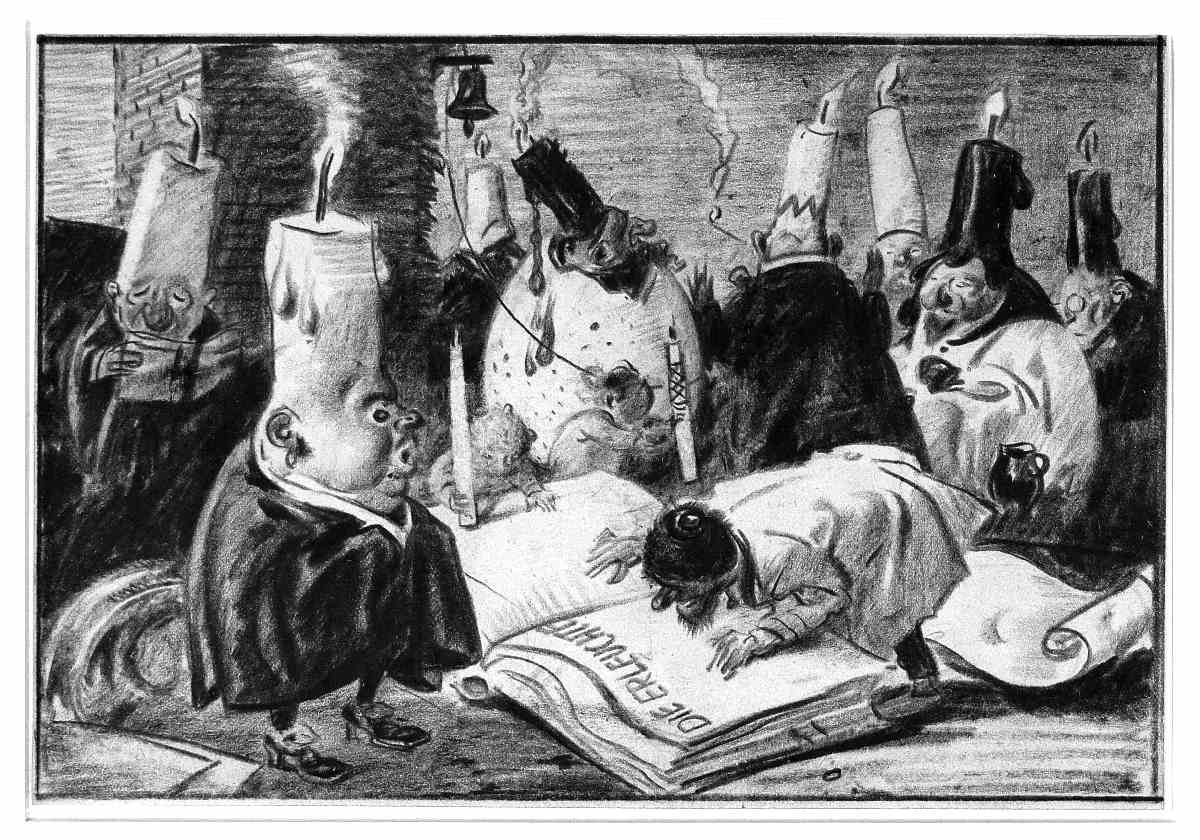
Adolf Hengeler: Die Erleuchtung (Bleistift auf Papier), o. J.

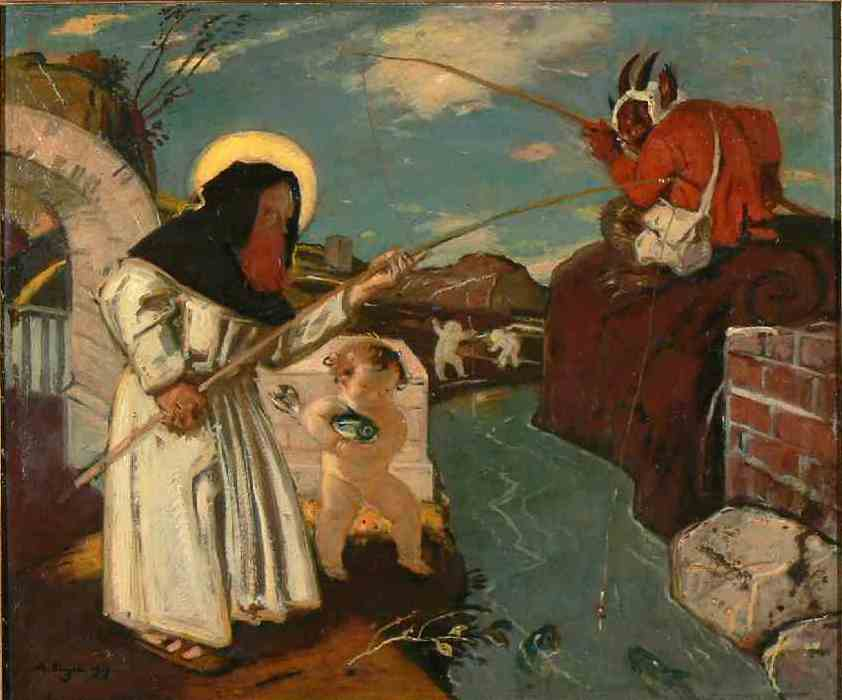
Adolf Hengeler: Petrus und der Teufel als Seelenfänger (Öl auf Leinwand), 1919

Adolf Hengeler wurde 1863 als Sohn des Verwalters der Margarethen- und Josephinenstiftung in Kempten geboren. Den jungen Kemptener Adolf Hengeler zog es 1881 nach München, wo er Kunst studierte und zu dem Kreis des Malers Wilhelm von Diez gehörte. In größeren Kreisen bekannt wurde Hengeler durch seine Mitarbeit an den Fliegenden Blättern, für die er zwanzig Jahre lang einer der wichtigsten Zeichner war. 1889 heiratete er Emilia Hausinger, Tochter des Münchner Goldschmieds und Hofjuweliers Adam Hausinger (1820–1908), und gehörte danach zu den vermögenden Kreisen. Ab 1912 lehrte Hengeler als Professor an der Akademie der Bildenden Künste München. Seine Tochter Emilie (1890–1969) war die Ehefrau des SS-Gruppenführers und Generalleutnants der Ordnungspolizei, Adolf von Bomhard.

### Künstlerischer Werdegang
1878 begann Adolf Hengeler eine Lehre als Lithograph bei Zeichenlehrer Markmiller. 1881 trat Hengeler in die Kunstgewerbeschule ein; Lehrer Ferdinand Barth förderte ihn. Ab 1885 studierte er an der Münchner Akademie, zuerst bei Johann Leonhard Raab, dem Leiter der Kupferstecherschule, dann zwei Jahre in der Malklasse von Wilhelm von Diez.
Noch während der Studienzeit, ab 1884 fertigte Adolf Hengeler als einer der eifrigsten Mitarbeiter der Fliegenden Blätter über 5.000 Zeichnungen.
Im Jahr 1900 begann Hengeler mit der Malerei, unter Einfluss von Franz von Lenbach, Arnold Böcklin, Carl Spitzweg und Franz von Stuck. Die Intensität und die lockere Kraft im Duktus, die er vorher der Grafik gewidmet hatte, übertrug er nun auf Pinsel und Leinwand. 1902 wurde Hengeler Titularprofessor, 1912 Professor an der Münchner Akademie. Zu seinen Schülern zählten u. a. Gisbert Palmié und Fritz Wrampe.
Ab 1893 war Hengeler regelmäßig in den Ausstellungen der Münchner Secession und der Großen Berliner Kunstausstellung beteiligt, auch in den Ausstellungen im Münchner Glaspalast (1898 ff., 1897, 1901, 1913), Ausstellungen in Dresden, Düsseldorf u. a.
Für das 1913 eröffnete Neue Rathaus in Hannover schuf er gegenüber dem Damenzimmer das Wandgemälde „Huldigung an den Frühling“.

### Nachleben
Zum 150. Geburtstag des Malers und Zeichners zeigt seine Heimatstadt Kempten vom 9. Mai 2013 bis 6. Januar 2014 eine besondere Ausstellung im Allgäu-Museum welches im Kornhaus untergebracht ist. Zu diesem Anlass schuf der Allgäuer Komponist Christian Ludwig Mayer anhand von Selbstzeugnissen und zeitgenössischen Berichten über Hengeler Die sogenannte Hengeler-Kunst-Revue oder seltsame Leiden eines Kunstprofessors als Musiktheaterperformance.

## Werke
Das Werk umfasst angewandte Grafik, Karikaturen und Bildgeschichten in einer unverwechselbaren humorvoll-gutmütigen, gleichwohl schadenfrohen und detailreichen Auffassung. Hengelers charakteristische Grafik reicht von luftigen Farbzeichnungen hin zu präzisen Tuschestrichen in souveräner Manier, die hier wie da mit Wilhelm Busch vergleichbar ist. Neben den regelmäßigen Beiträgen zu den „Fliegenden Blättern“ waren die „Münchner Kinderfibel“ und das „Kriegstagebuch 1914/15“ bekannte Publikationen.
In der Malerei konzentrierte sich Hengeler auf Landschaften, belebt durch Putten und Fabelwesen, und Idyllen oder Personen in Landschaft. In immer neuen Varianten formulierte er anmutige Szenen in ungestörter Natur Oberbayerns oder des Allgäus, die den Geschmack des Publikums trafen. In späteren Jahren wandte sich Hengeler christlichen Legenden und Figuren der biblischen Geschichte zu, mit denen er seine Naturszenen ausstaffierte. Die Bildstimmung wird oft bestimmt von erdigen Brauntönen, die helle Lokal- und Pastelltöne im Inkarnat, in der Kleidung oder in Blüten zur Wirkung bringen.
Der Kunsthistoriker Peter von Bomhard (* 1919 in München; † 1979 in Rosenheim) verfügte in seinem Testament: „Den gesamten künstlerischen und persönlichen Nachlass meines Großvaters Adolf Hengeler vermache ich dem Museum der Stadt Kempten als der Geburtsstadt meines Großvaters, mit der Bitte, nach Möglichkeit im Museumsgebäude ein Hengeler-Zimmer einzurichten, in dem die wenigen erhaltenen Möbelstücke und sonstigen Erinnerungsstücke aus seiner Wohnung sowie sein Porträts Aufstellung finden mögen.“